# 高雄市立仁武特殊教育學校
高雄市立仁武特殊教育學校（英語：Kaohsiung Municpal Renwu Special Education School）簡稱仁武特校，是一所位於中華民國高雄市仁武區的特殊教育學校。
1996年籌設時，所在行政區是臺灣省高雄縣仁武鄉，原名「臺灣省立高雄特殊教育學校」，2000年成立國中部三個班，2010年時，因為高雄縣市合併，更名為高雄市立仁武特殊教育學校，該校教育對象以戶籍在高雄市領有身心障礙證明的3-18歲居民為主，設有學齡前、國小、國中及高職等部。

### 歷屆校長
| 任別 | 任期   | 姓名     | 簡介                       |
| 一   | 2000年 | 黃端溶   | 之前在國立嘉義師院服務     |
| 二   | 2002年 | 蔡森煌   | 大灣國中校長，兼任此校校長 |
| 三   | 2002年 | 林細貞   |                            |
| 四   | 2006年 | 李幸     | 大灣國中校長，兼任此校校長 |
| 五   | 2006年 | 林金蘭   |                            |
| 六   | 2010年 | 張簡玲娟 | 中芸國中校長               |
| 七   | 2014年 | 張簡玲娟 |                            |
| 八   | 2017年 | 楊怡雯   |                            |
| 九   | 2021年 | 楊怡雯   |                            |
| 十   | 2023年 | 戴官宇   |                            |